# Kärret, Lerums kommun
Kärret är en bebyggelse utmed länsväg 190 söder om Sjövik och väster om Mjörn i Lerums kommun. Vid avgränsningen 2020 klassades bebyggelsen som en småort.